# タッチ!カービィ
『タッチ!カービィ』は2005年3月24日にニンテンドーDS用ソフトとして任天堂より発売されたアクションゲーム。開発元はハル研究所。同年6月13日にアメリカで、11月25日にはヨーロッパで発売。
ニンテンドーDSシリーズ最初の星のカービィシリーズ作品である。
2015年1月には、続編である『タッチ!カービィ スーパーレインボー』がWii Uで発売された。続編についてはその記事を参照のこと。

## ストーリー
ある日平和なプププランドに突然謎の魔女が出現し、魔女の手によって絵画の世界に変えられてしまう。散歩中だったカービィは魔女に気づき、不思議な額縁の中に逃げ込んだ魔女を追い掛け、不思議な絵画の世界にやって来るが、魔女に返り討ちにされた上、魔法をかけられボールの姿に変えられてしまった。しかし、カービィは魔女が「魔法の絵筆」を落としていったことに気が付く。そして絵筆に触れた所、絵筆は虹色の光を放ちながら「あなた（プレイヤー）」の手元へと移っていった。こうして魔法の絵筆を手に入れた「あなた（プレイヤー）」は、絵画の世界でカービィと共に魔女を追うことになる。

## ゲーム内容
タッチペンで画面をなぞると、虹のラインが描ける。カービィがラインに乗ると、書き順の方向へラインに沿って転がる。ラインは1つしか存在できず、他のラインを書こうとしたりラインが交差すると前に書かれたラインは消失する。また「ループ」を描くとカービィがそれにそって動き、加速する。この状態で敵に触れると、敵を倒すことができる（ループダッシュ）。倒した敵が能力を持っていると能力をコピーできる。ラインはカービィの動きの制御だけではなく、滝やレーザー、砲弾などの、一部の障害物や攻撃を排除する盾としても使用する。ステージ中で取ったり、サブゲームをクリアすることで手に入るメダルをメダルチェンジャーに表示された枚数を入れることで、サウンド、描く虹の柄、他のキャラのボール、なつかしの曲でプレイなどのごほうびが手に入る。
カービィ自身を「タッチ」すると瞬間的に加速する。これを「タッチダッシュ」と呼ぶ。「タッチダッシュ」でぶつかるか、「タッチ」でしびれさせた敵キャラに体当たりさせると倒すことができる。この時、敵キャラが能力を持っているとその能力をコピーできる。ダメージを受けるか、左下の能力表示に「タッチ」するとノーマルに戻り、能力は失われる（ただしバルーン使用時は、バルーン状態でダメージを受けても能力を失わない）。ただし、コピー能力を引き継げるのは各ステージ内のみな為、違うステージをプレイする時にはノーマル状態に戻ってしまう。
BGMは新規に作られたものがかなり少なく、ほとんどが今までの作品に使われた曲（主に星のカービィ夢の泉DXと星のカービィ64）のアレンジであり、前作の星のカービィ鏡の大迷宮が新曲が多いのとは対照的である。
ダメージを受けると、カービィやデデデの場合は目玉が飛び出るというリアクションを取るほか、プラズマや炎などの接触時など様々なリアクションが存在する。また、ステージ上から落下したり、体力がなくなるとカービィやワドルディ、ワドルドゥの場合は何故か元の姿に戻ってやられてしまう。

## ステージ
今作ではステージ及び背景が様々な画法で描き込まれており、ステージごとに画法が違う。ステージ内に流れるBGMは過去作品のものを多く採用しているが、どれもステージに調和した大幅なアレンジが加えられている。音源はこれまでとは全く違うサイケデリックなものが使用されている。（またカービィボールでレベル7をクリア後に、50枚のメダルをメダルチェンジャーに入れることで、夢の泉DXの音源のままの曲でプレイすることが可能で、オプション画面から選択できる）。また、Level7までのレベル名の頭文字をつなげると「RAINBOW」（虹）になり、それぞれのレベル名には虹の色を意識した単語が入っている。また、それぞれのステージには同じ英字が繰り返されている（Plain PlantのようにP、Pが繰り返されている）。中ボスについては今作では登場しないが、一部ステージにおいて雑魚キャラやトラップが大量に出現し、それを全て倒さなければ先に進めない場所（ルームガーダー）が存在する。
Level1 Reddy Land
Stage1 Plain Plant
Stage2 Tiny Town
Stage3 Ravine Road
Level2 Aronge Valley
Stage1 Ghost Ground
Stage2 Growth Grass
Stage3 Mag Mount
Level3 Ieras Adventure
Stage1 Rift Ruin
Stage2 Contrast Cave
Stage3 Silver Submarine
Level4 Neo Geneo
Stage1 Machine Mansion
Stage2 Dreamy Darkness
Stage3 Palette Poris
Level5 Buel Hills
Stage1 Cold Course
Stage2 Dungeon Dome
Stage3 Canvas Canyon
Level6 Oltram Area
Stage1 Collapse Castle
Stage2 Volatile Volcano
Stage3 Silent Seabed
Level7 Wonder Vilet
Stage1 Frozen Fantasy
Stage2 Mad Mechanism
Stage3 Spectacle Space

Level8 The World Of Drawcia

## 登場キャラクター

### 操作キャラクター
カービィ
最初に操作するキャラ。今作ではドロシアに魔法をかけられ常にボール状態であるために手足がなく、直接カービィを操作することができず、吸い込みや飛行、ホバリングなどができなくなっている。コピー能力は能力をもった敵キャラをダッシュアタックで倒すことで取得可能。体力は4。最大で7にまでメダルチェンジャーのメダルを入れることで増やすことが出来る。炎や電気以外のダメージを受けると目玉が飛び出る。
ワドルディ
カービィで一度クリアすると使えるようになる。大きさやスピードはカービィと同じだが、コピー能力は使えない。弾力が強く、虹の上でもよくバウンドする。攻撃力は低い。体力は4。
デデデ大王
スロットに20枚のメダルを入れると使えるようになる。カービィで一度クリアしないとメダルが入れられない。ほかのボールに比べ、二倍の大きさがあり、スピードも遅く、重いため、敵からの攻撃を受けやすい上に水中では沈んでしまい、落下速度も速い。タッチするとハンマーを振り回して攻撃できる。ハンマーは隙があり、デデデ大王本体には攻撃判定はなく、タッチダッシュ時も直接敵が触れるとダメージを受ける。ハンマーで強化ブロックを壊す・杭を打つことが可能。攻撃力は全キャラ中最大。体力は7。炎や電気以外のダメージを受けると目玉が飛び出る。前作『星のカービィ 鏡の大迷宮』では未登場であったが、本作以降のゲーム作品には毎回登場するようになる。
メタナイト
スロットに25枚のメダルを入れると使えるようになる。デデデ大王を入手しないとメダルが入れられない。大きさはカービィと同じだがダッシュがとても速い。タッチするか、敵をしびれさせた後で触れると剣で攻撃できる。レインボートライアルのタイムトライアルで非常に役に立つ。攻撃力は高め。体力は3。
ワドルドゥ
ワドルドゥ以外の全キャラでクリアするか、カービィでクリア後にニンテンドーDSのアドバンスのスロットに『星のカービィ 夢の泉デラックス』か『星のカービィ 鏡の大迷宮』を挿すことで使えるようになる。大きさ、スピードはカービィと同じ。タッチするとカービィのコピー能力のビームで攻撃できるが、ダッシュ速度は遅い。デデデ同様、ワドルドゥ自身には攻撃判定が無いのでタッチダッシュ時も敵に触れるとダメージを受ける。体力は5。

### 敵キャラクター
※（ ）内はコピーできる能力、書いていないものはスカキャラクター。

詳細は
- ワドルディ
- ヤリワドルディ
- タンポポワドルディ
- ブロントバート
- カブー
- キャピィ
- バウンシー
- ソアラ
- コモ
- ゴルドー
- ブレドー
- シャッツォ
- フレイムシャッツォ
- グランク
- ブリッパー
- スクイッシー
- パクト
- ガブイーラ
- トッパー
- デンドン
- ワドルドゥ（ビーム）
- スパーキー（スパーク）
- ボボ（バーニング）
- フレイマー（バーニング）
- チリー（フリーズ）
- スノッピー（フリーズ）
- チック（ニードル）
- ニードラス（ニードル）
- ロッキー（ストーン）
- ツイスター（トルネイド）
- ウィリー（ホイール）
- ボンバー（クラッシュ）
- ドッコーン（ミサイル）
- プクラ（バルーン）

### ボスキャラクター
詳細は、サブゲームを参照。
- クラッコJr（ボスゲーム：ブロックアタックLv1、Lv3）
- クラッコ（ボスゲーム:ブロックアタックLv２、Lv３）
- デデデ大王（ボスゲーム:トロッコチェイス全Lv）
- ペイントローラー（ボスゲーム:ペイントパニック全Lv）

ラストボスの詳細は、ドロシアを参照。
- ドロシア ソーサレス
  - ドロシア ソウル

### 中ボスについて
中ボスは今作では登場しないが、コースの途中で普通のザコキャラクターが沢山出てきて、それを倒さなければ進めないルームガーダーがある。

## レインボートライアル
- いち早くゴールへ到達する「タイムトライアル」と、少ない虹のラインでゴールを目指す「ライントライアル」の2種類がある。
- コースはメインゲームで1レベルクリアするごとに、クリアしたレベルでプレイすることができるようになる。
- また、メダルチェンジャーに特定の枚数のメダルを入れることでスペシャルコースでプレイできるようになる。スペシャルコースはカービィボールのみ使用可能で、常に特定のコピー能力を持った状態でプレイする。4種類のコピー能力に対して2コースずつ存在する。

※両トライアル共に、各コース毎に目標となるタイムまたはインク残量が3つ定められており、これを達成する事でメダルを3枚まで獲得する事が出来る。

## サブゲーム
いずれもレベル1-6のボス戦としてプレイでき、その都度自由に選べるが、レベル1をクリアした場合はレベル2に差しかわり、それもクリアした場合はメニューからサブゲームとして遊ぶ事が出来るようになるが、ボス戦としては以後選べなくなる。サブゲームのみレベル3がプレイでき、これまでとは段違いの難易度を誇る。
ブロックアタック
タッチペンで描いたラケットでカービィを弾ませて、ブロックを壊したり、敵を倒したりして、コースをクリアしていく。ボスはクラッコJr.とクラッコ。
トロッコチェイス
タッチペンでレールジェネレーターを動かして、トロッコに乗っているカービィを導く。ブロックはタッチで破壊できる他、敵はタッチで一定時間痺れさせられる。カービィが食べ物を取ると加速し、2個同時に取るとさらに加速する。レールジェネレーターは無敵だが、カービィが敵に触れるとダメージを受け、減速する。体力がなくなるとゲームオーバーになるが、途中に落ちている回復アイテムをとれば一定の体力を回復することが出来る。ボス（競争相手）はデデデ大王。
ペイントパニック
ペイントローラーが描いたお手本通りにタッチペンで点と点を結び、沢山の絵を一筆書きする。また、10問ごとに光るボタンをタッチしなければならない所がある。後ろから迫ってくるボンバーに当たるとダメージを受ける。一筆書きや光るボタンでミスをすると一瞬ボンバーの歩く早さが速くなる。最後の光るボタンでは、左下の針に達すると一撃でミスになってしまう。ボスはペイントローラー。
※いずれのゲームも、レベル3でランクA以上を取ることでメダルを1枚獲得することが出来る。

## ドロシア
本作のラストボスで、プププランドを絵にし自身を追ってきたカービィをボールに変えた、絵画世界を支配する魔女。星のカービィシリーズで初めて「女性」であると明言されたラストボスであり、最終ステージとなるLEVEL8「The World Of Drawcia」でカービィと激突する。英語表記はDrawcia。
その正体は誰にも顧みられる事の無かった一枚の名も無き絵画が、長い年月を経て自我を持ったもの。現実世界に嫉妬する余り暴走し、その全てを絵画に変えることを目論んだ。プレイヤーがカービィを導くのに使用する「魔法の絵筆」は元々ドロシアが所持しており、オープニングでカービィをボールに変えた際に落としたものである。
『星のカービィトリプルデラックス』では姉妹関係であるということがポーズ画面の説明文から推測されるボスキャラクター・ペインシアが登場した。『タッチ!カービィ スーパーレインボー』では似た名前のクレイシアが登場し、ドロシア本人のフィギュアが登場した。なおクレイシアとドロシアの関係は不明である。又『星のカービィ スターアライズ』の中ボスビビッティアの説明文を見るに姉妹の末っ子ということが推測される。
ドロシア ソーサレス（Drawcia Sorceress）
魔女の姿をした第一形態。常に不気味な笑い声を上げている。体当たりをしたり、分身の「パラ ソーサレス」を出現させたり、額縁に敵や仕掛けの絵を描く「ペインター」を使い攻撃してくる。また、常にバリアを張っているためタッチ攻撃が効かないが、ドロシアが時折出す魔力球を虹で跳ね返すことによって破壊し、攻撃を当てることが出来る。
ソーサレスは英語で魔法使いを意味する「ソーサラー（Sorcerer）」の女性名詞形。
ドロシア ソウル（Drawcia Soul）
第二形態。ドロシア・ソーサレスがカービィに倒された後、戦う場所を変えて襲ってくるドロシアの真の姿。また、後のカービィシリーズに受け継がれることになる、ソウル系統の最初の一体である。様々な色の絵の具をぐちゃぐちゃにかき混ぜたような丸い塊に、黄色の5つの目と大きく裂けた口が付いているという、非常にグロテスクな姿をしている。狂ったような叫び声を上げ、「バウンド ポンド」、「パラ マター」、「スプラッシュ ラッシュ」、「デッドリー サン」、「シューター カッター」といった攻撃を仕掛けてくる。
倒された後は再び狂ったような叫び声を上げた後、元となった絵が入っていたと思わしき額縁に吸い込まれ、直後眩い光を放ち額縁ごと砕け散って消滅した。
ソウルは英語で魂の意。
なお、本作以降の本編作（『ウルトラスーパーデラックス』及び『星のカービィ Wii』『トリプルデラックス』『ロボボプラネット』『スターアライズ』『星のカービィ ディスカバリー』）では、同じ｢ソウル｣の名を冠するボス｢マルク ソウル｣「マホロア ソウル」「セクトニア ソウル」「星の夢.Soul OS」「ソウル オブ ニル」「カオス・エフィリス」が強化版ボスラッシュモード限定の隠しキャラクターとして登場し、ゲーム全体の最終やりこみ要素として位置づけられている。
余談であるが、ディスカバリーのゲーム内で登場する「ソウル・フォルガ」は、どこからともなく現れた夢見鳥に吸収されて「バルフレイナイト」へと変化する。そのため、ソウルに関する名があるが、ボス戦として戦うことはない。

## 用語
魔法の絵筆
ドロシアが落としていった絵筆。ゲーム中では「不思議な絵筆」と呼ばれることもある。プレイヤーがタッチすることで、虹のラインを引くことができる。なお、「星のカービィ ウルトラスーパーデラックス」の「洞窟大作戦」には、「まほうのえふで」というお宝が登場する。
タッチダッシュ
プレイキャラクターをタッチすることで一時的に加速し、敵を倒すことができるアクション。
ループダッシュ
虹のラインを円形に描くことによってカービィを加速させるテクニック。加速中は敵を倒せる。
カラクリ
各ステージでカービィたちに干渉する仕掛け。プレイヤーにとってプラスになるものも、マイナスになるものもある。
ゴールフレーム
ゴール地点に設置されている額縁。カービィたちが触れることでゴールとなる。ステージによってはワープしたり、移動してしまうものもある。
ドロシアフレーム
「ザ・ワールド・オブ・ドロシア」のボス戦前に入る一際大きな額縁。ドロシア ソウルを倒した後は、彼女がここに吸い込まれていく。